# The Best of Billy Ray Cyrus: Cover to Cover
The Best of Billy Ray Cyrus: Cover to Cover è un album di raccolta del cantante statunitense Billy Ray Cyrus, pubblicato nel 1997.

## Tracce
1. It's All the Same to Me
2. Cover to Cover
3. Bluegrass State of Mind
4. Trail of Tears
5. One Last Thrill
6. Storm in the Heartland
7. Words by Heart
8. Somebody New
9. In the Heart of a Woman
10. She's Not Cryin' Anymore
11. Could've Been Me
12. Achy Breaky Heart